# Плејнвју (Њујорк)
Плејнвју (енгл. Plainview) насељено је место без административног статуса у америчкој савезној држави Њујорк.

## Демографија
По попису из 2010. године број становника је 26.217, што је 580 (2,3%) становника више него 2000. године.
| Група             | 2000.          | 2010.          |
| Белци             | 23.477 (91,6%) | 21.881 (83,5%) |
| Афроамериканци    | 98 (0,4%)      | 118 (0,5%)     |
| Азијати           | 1.229 (4,8%)   | 2.811 (10,7%)  |
| Хиспаноамериканци | 658 (2,6%)     | 1.046 (4,0%)   |
| Укупно            | 25.637         | 26.217         |